# Ель-Хазм (аеропорт)
Аеропорт Ель-Хазм (ICAO: OYZM) — злітно-посадкова смуга, поблизу міста Ель-Хазм, Ємен.